# Anovulación
Un ciclo anovular, disfunción ovulatoria o anovulación es un ciclo durante el cual los ovarios no pueden liberar los óvulos. Sin embargo, una mujer que no ovula en cada ciclo menstrual no está necesariamente en la menopausia. Una anovulacion crónica es una causa común de infertilidad.
Además de la alteración de períodos menstruales y de la infertilidad, la anovulación crónica puede causar o exacerbar otros problemas a largo plazo, por ejemplo hiperandrogenismo u osteopenia. Desempeña un papel fundamental en los desequilibrios y las disfunciones múltiples del síndrome ovario poliquístico.
Es de hecho posible restaurar la ovulación usando una medicación apropiada, y la ovulación se restaura con éxito en aproximadamente el 90% de casos. El primer paso es la diagnosis de la anovulación. La identificación de la anovulación no es fácil; al contrario de lo que se cree comúnmente, las mujeres que experimentan la anovulación todavía tienen períodos (más o menos) regulares. En general, las pacientes notan que hay un problema solamente cuando han intentado concebir y no lo han logrado.
Marcar las temperaturas es una manera útil de proporcionar pistas tempranas sobre la anovulación, y puede ayudar a los ginecólogos en su diagnosis.

## Causas

### Desequilibrio hormonal o químico
Esta es la causa más común de la anovulación y se cree que representa aproximadamente el 70% de todos los casos. 
Cerca de la mitad de las mujeres con desequilibrios hormonales no producen suficientes folículos para asegurar el desarrollo de un óvulo. Esto podría ser causado por la falta de secreciones hormonales de la glándula pituitaria o del hipotálamo. 
La glándula pituitaria controla la mayoría de las demás glándulas hormonales en el cuerpo humano. Por lo tanto, cualquier mal funcionamiento de la pituitaria afecta a otras glándulas bajo su influencia, como los ovarios. Esto ocurre en alrededor del 10% de los casos. Las Glándulas mamarias también son controladas por la glándula pituitaria, que puede afectar también la lactancia materna.
El hipotálamo controla la glándula pituitaria. En el 10% de los casos, alteraciones en las señales químicas del hipotálamo puede afectar gravemente a los ovarios. 
Hay otras anomalías hormonales sin relación directa con los mencionados anteriormente que pueden afectar la ovulación. Por ejemplo, las mujeres con hiper- hipotiroidismo algunas veces tienen problemas de ovulación. La disfunción Tiroidea puede detener la ovulación, trastornando el equilibrio natural de las hormonas reproductivas del cuerpo.El síndrome de ovario poliquístico (también conocido como síndrome de Stein-Leventhal) e hiperprolactinemia también pueden causar ciclos anovulatorios por desequilibrios hormonales.

### Problema funcional
Esto explica aproximadamente el 10-15 % de todos los casos de anovulación.
1. Los ovarios pueden dejar de trabajar en aproximadamente el 5 % de casos. Esto puede ser porque los ovarios no contienen huevos. Sin embargo, un bloqueo completo de los ovarios es raramente una causa de la infertilidad. Los ovarios bloqueados pueden comenzar a funcionar otra vez sin una explicación médica clara.
2. Un sobresalto emocional significativo puede afectar temporalmente el funcionamiento del cerebro y puede llevar a la disfunción del hipotálamo. Sin embargo, esto no es tan común como se puede pensar[cita requerida].
3. En algunos casos, el huevo pudo haber madurado correctamente, pero el folículo pudo no haber podido estallar (o el folículo pudo haber estallado sin la liberación del huevo). Esto se conoce como Síndrome luteinizado de folículo no roto (LUFS). [cita requerida].
4. El daño físico a los ovarios, o los ovarios con los quistes múltiples, puede afectar a su capacidad de funcionar. Esto se llama distrofia ovárica Los pacientes de quienes están sufriendo síndrome de Stein-Leventhal (también designado síndrome del ovario poliquístico, o PCOS) pueden también sufrir de anovulación. Hasta el 90 % de casos de anovulación es causado por PCOS; este síndrome es por lo general hereditario
5. La pérdida de peso producida por anorexia también puede causar el desequilibrio hormonal, llevando a la ovulación irregular (des-ovulación). Es posible que este mecanismo se desarrollara para proteger la salud de la madre. Un embarazo donde está débil la madre podría plantear un riesgo a la salud de ella y del bebé. Por otra parte, el exceso de peso puede también crear disfunciones ováricas. El Dr. Barbieri de la Facultad de Medicina de Harvard ha indicado que los casos de anovulación son muy frecuentes en mujeres con un BMI (índice de masa corporal) por encima de 27 kg/ m². Desafortunadamente, no solo el exceso de peso tiene un impacto negativo encendido ovulación sí mismo, pero también en eficacia del tratamiento y resultados del ARTE (técnica reproductiva ayudada).

## Detección

### Señales y síntomas[8]
La anovulación se asocia generalmente por síntomas específicos. Sin embargo, es  importante observar que no son necesariamente todos exhibidos simultáneamente.
1. Amenorrea (ausencia del periodo menstrual) ocurre en un 20% en mujeres con disfunción ovulatoria.
2. Infrecuencias y menstruación ligera. Ocurre en un 40% en mujeres con disfunción ovulatoria.
3. La menstruación irregular, donde 5 o más ciclos menstruales al año son de 5 o más días más cortos o más largos que el promedio del ciclo normal.
4. La ausencia de mastodina (dolor o sensibilidad del seno) ocurre en alrededor de un 20% en mujeres con problemas ovulatorios.
5. El aumento del vello facial y del cuerpo (esto es relativamente más fácil de tratar, y es a menudo asociado con el síndrome de ovarios poliquísticos)

### Conocimiento de la fertilidad y medida de la LH
Se pueden usar métodos de conocimiento de la fertilidad basados en síntomas para detectar la ovulación o para determinar que los ciclos son anovulatorios. El registro del ciclo menstrual se puede hacer a mano o con la ayuda de varios monitores de fertilidad . Los registros de uno de los principales signos de conocimiento de la fertilidad, la temperatura corporal basal, pueden detectar la ovulación al identificar el cambio de temperatura que tiene lugar después de la ovulación. Se dice que es la forma más confiable de confirmar si se ha producido la ovulación.
Las mujeres también pueden usar kits de predicción de la ovulación (OPK) que detectan el aumento en los niveles de la hormona luteinizante (LH) que generalmente indica una ovulación inminente. Para algunas mujeres, estos dispositivos no detectan el aumento de LH, o los niveles altos de LH son un indicador deficiente de la ovulación; esto es particularmente común en mujeres con SOP. En tales casos, los OPK y los monitores de fertilidad que se basan en LH pueden mostrar resultados falsos, con un mayor número de falsos positivos o falsos negativos . El Dr. Freundl de la Universidad de Heidelberg sugiere que las pruebas que usan LH como referencia a menudo carecen de sensibilidad y especificidad.

## Tratamiento
Los tratamientos disponibles para inducir la ovulación son por lo general bastante eficientes. Los ovarios son relativamente fáciles de estimular y en el 90% de los casos, la ovulación puede inducirse gracias a un medicamento conveniente. La Sociedad Europea de Reproducción Humana y Embriología (ESHRE) advierte que el objetivo de la inducción de la ovulación debe ser la mono-ovulación y no sobre-estímulo de los ovarios. Los riesgos asociados a embarazos múltiples son mucho más altos que en los embarazos únicos; las incidencias de la muerte perinatal son siete veces más alta en nacimientos de trillizos y cinco veces más alta en nacimientos de gemelos que los riesgos asociados a un embarazo único. Por lo tanto, es importante adaptar el tratamiento a cada paciente individual.
1. El medicamento que se utiliza más comúnmente para tratar la anovulación es el citrato de clomifeno (o clomid), el cual ha estado en uso desde 1960. Fue utilizado por primera vez para tratar casos de oligomenorrea, y luego fue aplicado al tratamiento de la anovulación. Es relativamente fácil y conveniente de usar: factores que contribuyeron a su éxito. El citrato de clomifeno tiene un papel antiestrogénico, y aparenta estimular la pituitaria y por lo tanto afecta la función ovárica. Además, tiene un efecto en la calidad del moco cervical y de la mucosa uterina, lo cual puede afectar la penetración y supervivencia de la esperma, y a ello se debe su administración temprana durante el ciclo menstrual. El citrato de clomifeno es un inductor muy eficiente de la ovulación, y tiene un índice de éxito del 67%. Sin embargo, tiene solamente un índice de éxito del 37% en la inducción del embarazo. El Dr. Kousta de la Universidad Imperial, Londres explica que esta diferencia puede ser debido al efecto antiestrogénico que el citrato del clomifeno tiene en el endometrio, el moco cervical, el flujo de sangre uterino, así como la resultante disminución de la movilidad de las trompas de falopio y la maduración de los oocitos.
2. Otra molécula antiestrogénica llamada tamoxifen es a menudo utilizada en la prevención y tratamiento del cáncer de mamas. Por consiguiente, también puede utilizarse para tratar pacientes que tienen una reacción al citrato de clomifeno.
3.	La gonadotropina coriónica humana (hCG) es una molécula que estructuralmente es similar a la hormona luteinizante (LH).  La LH es segregada por la pituitaria justo antes de que ocurra la ovulación, mientras que la hCG es liberada durante el embarazo.  Por sí sola, la hCG no es muy efectiva para inducir la ovulación, pero cuando se combina con el citrato de clomifeno, es mucho más efectiva.  Los resultados asociados con este método se han descrito como “muy alentadores”.  La HCG debe administrarse únicamente en ciertos puntos en el ciclo, durante el periodo de ovulación, y solo si el diagnóstico de infertilidad ha indicado que el problema está relacionado con la liberación del óvulo.
4.	La gonadotropina menopáusica humana (hMG) es un tratamiento bastante fuerte para la infertilidad.  Consiste en la combinación de LH con FSH.  A partir de la menopausia, el cuerpo comienza a segregar LH y FSH en grandes cantidades debido a la desaceleración de la función ovárica.  Este exceso de hormonas no es utilizado por el cuerpo y es eliminada a través de la orina.  Por lo tanto,  la HMG se obtiene de la orina de mujeres menopáusicas.  Luego la orina pasa por un proceso de purificación y un tratamiento químico.  La hMG que se obtiene como resultado induce la estimulación de varios folículos ováricos.  Esto aumenta el riesgo de producir varios oocitos durante el mismo ciclo, y por ende, el riesgo de embarazos múltiples.
5.	La hormona foliculoestimulante (FSH o FSH recombinante) es utilizada hoy en día en reemplazo de la hMG.  Aunque hMG es una combinación de FSH y LH, FSH es el único componente activo que tiene un efecto sobre la ovulación.  Sin embargo, hasta hace poco, no había sido posible producir FSH pura.  La FSH es administrada en la actualidad de manera similar a la hMG, en un punto específico durante el ciclo, y requiere monitoreo médico.  Por lo tanto, es importante comprender totalmente el ciclo de la mujer, y ser capaz de anticipar con precisión las fechas de menstruación y ovulación.  La FSH es algunas veces útil para mujeres que sufren de síndrome de ovario poliquístico. 
6. La bomba de hormona liberadora de gonadotropina es usada para liberar dosis de GnRH de una manera pulsátil. Esta hormona es sintetizada por el hipotálamo e induce la secreción de LH y FSH por la pituitaria. La GnRH debe ser liberada de una manera pulsátil para imitar la secreción al azar del hipotálamo a fin de engañar la glándula pituitaria en la secreción de la LH y FSH. La bomba GnRH es del tamaño de una caja de cigarrillos y tiene un pequeño catéter. A diferencia de otros tratamientos, el uso de la bomba GnRH no suele dar lugar a embarazos múltiples. El doctor Filicori de la Universidad de Bolonia sugiere que esto pudiera ser porque las gonadotropinas están ausentes cuando se inicia el tratamiento, y por lo tanto las hormonas liberadas por la pituitaria (LH y FSH) aún pueden participar en el retro-control de la secreción de la gonadotropina, imitando el ciclo natural. Este tratamiento también puede ser usado en pacientes de bajo peso y/o anoréxicos; también ha sido utilizado en ciertos casos de hiperprolactimenia.
7. La bromocriptina actúa de una manera completamente diferente a los otros tratamientos mencionados anteriormente. Esta no induce la ovulación, pero reduce la producción de prolactina por la pituitaria. La bromocriptina solo es prescrita en casos de superproducción de prolactina (hiperprolactinemia).
8. Los corticosteroides (por lo general encontrado en medicamentos antiinflamatorios) pueden ser usados para tratar la anovulación si es causada por una superproducción de hormonas masculinas por la glándula suprarrenal. Los corticosteroides por lo general son usados para reducir la producción de testosterona.
9. La metformina es una biguanida oral usada para tratar la diabetes tipo 2, que ha mostrado resultados muy prometedores en el tratamiento de pacientes con síndrome de ovario poliquístico (PCOS por sus siglas en inglés). El doctor Palomba de la Universidad Magna Graecia de Cantarazo indica que los resultados después de 6 ciclos del tratamiento con metformina son mejores que el tratamiento con el citrato de clomifeno para pacientes PCOS no obesos. Sin embargo, algunos expertos cuestionan la eficacia de la metformina; necesitan llevarse a cabo otros estudios antes de que su verdadera eficacia pueda ser evaluada. El Catedrático Adán Balen del Leeds General Infirmary nota que aun cuando los resultados del tratamiento prematuro con metformina fueran prometedores, su rol y los roles de otras moléculas similares en reducir los niveles de insulina en pacientes que sufren de PCOS no están muy claros. Un estudio reciente indica que el tratamiento con metformina es más apropiado que la diatermia ovárica. La metformina también puede ser administrada junto con el citrato de clomifeno y en este caso su eficacia es de 3.5 veces mejor que la del placebo.
10. Varios estudios indican que en algunos casos, un simple cambio de estilo de vida podría ayudar a pacientes que sufren de anovulación. El consultar un nutricionista, por ejemplo, podría ayudar a mujeres jóvenes que sufren de anorexia a ganar un poco de peso, que podría reanudar su ciclo menstrual. A la inversa, una mujer joven obesa que logra perder peso podría también aliviar el problema de anovulación (perdiendo solo el 5% de la masa corporal podría ser bastante para reanudar la ovulación). Sin embargo, es ampliamente reconocido por los médicos que por lo general es muy difícil para los pacientes con PCOS pierdan peso.